# Moldvabánya
Moldvabánya (románul Baia) település Romániában, Moldvában, Suceava megyében, a hasonló nevű község központja.

## Fekvése
A Moldva folyó bal partján, Falticséntől 7 km-re fekvő település.

## Története
Régi, viharos múltú település, melynek élete szorosan összefonódott Moldva történetével.
Nevét már a 13. századi oklevelek említették „civitas Moldaviae” néven.
Moldvabánya már a középkorban városi rangot viselt és vámjoggal is rendelkezett.
1352-ben Dragoș, ki előbb máramarosi vajda, majd moldvai fejedelem lett a várost újonnan alakult állama fővárosává nevezte ki, majd pár év múlva Siretbe (Szeret) helyezte át székhelyét, ahonnan székhelye később Szucsávába került át.
Moldvabánya (Baia) ez időtől vesztett politikai jelentőségéből, de kereskedelmének és malomiparának jelentősége megmaradt.
Moldvabányát egykor sűrű erdők övezték, s a város déli oldalán kis vár is épült. A település lakóházait pedig fából  és földből épített falak vették körül. Lakosainak száma pedig a 15. században már csaknem nyolcezer volt.
1413-ban római katolikus püspöki székhely is lett és ekkor már két katolikus temploma is volt a városnak és bányaipara révén gazdag várossá vált.
1467-ben Mátyás király seregével elfoglalta a várost, és itt ütötte fel táborát, hogy innen induljon Szucsáva ostromára.
III. István moldvai fejedelem (Ștefan cel Mare) azonban az erdőn keresztül vezetve csapatát december 15-én éjjel rajta ütött Mátyás király seregén, a várost több oldalról felgyújtva véres küzdelem alakult ki itt. A hajnalig tartó harcban maga Mátyás király is megsebesült, és a magyar seregek végül kénytelenek voltak elhagyni a várost.

## Nevezetességek

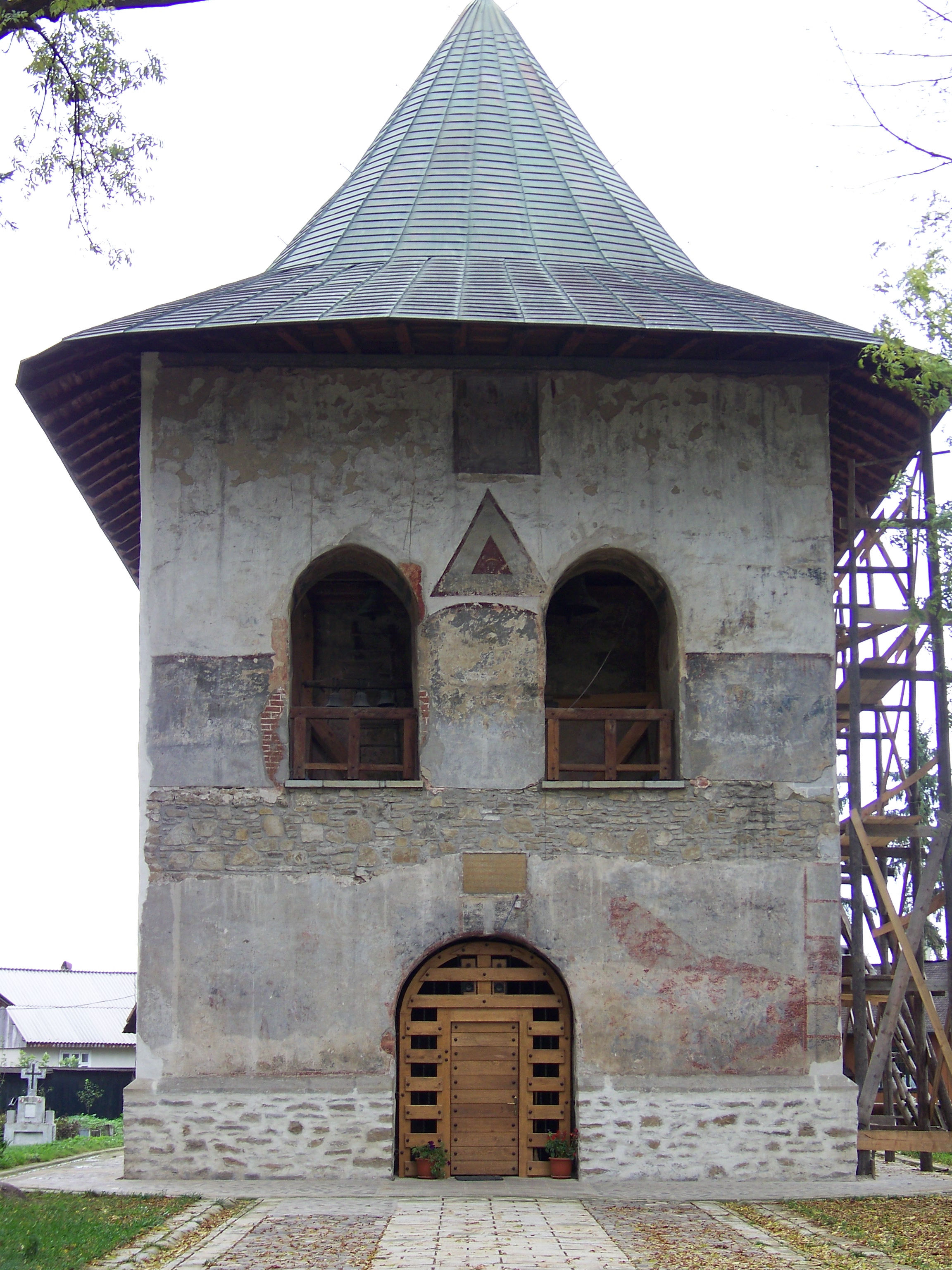
Mária mennybevitele templom (Biserica Adormirea Precistei)

- Fehér templom (Biserica Alba) - 1467-ben, Ștefan cel Mare uralkodása alatt épült. A templom különlegességének számítanak szépen faragott ajtó- és ablakkeretei.
- Mária mennybemenetele templom (Biserica Adormirea Precistei) - 1532-ben Petru Rareș fejedelem építtette.

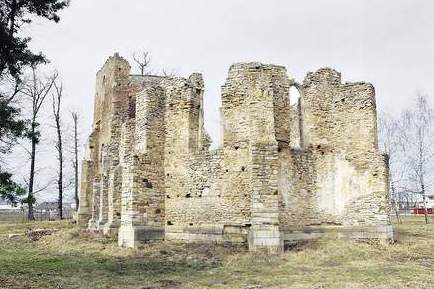
A 15. századi katolikus templom romjai

- Katolikus templom romjai (Ruinele biserici catolice Sfinta Fecioara) - Petru Mușat fejedelem (1374-1392) magyar származású édesanyja, Margit alapított itt kolostort, melynek temploma romos állapotban mai napig fennmaradt.

A templom 1410-1415 között épült, Alexandru cel Bun idejében, az erdélyi gótikus stílust követve. Egyhajós épület, keletről sokszöges apszissal, a nyugati oldalon harangtoronnyal. A hajdani boltozott térfedésének terhét támpillérek   ellensúlyozták.
2005-ben Tánczos Vilmos a romok között székely írásos feliratot talált, melyet a 16. századra datálnak.